# برگوویه
برگوویه (به لاتین: Beregovoye) یک منطقهٔ مسکونی در روسیه است که در سرزمین آلتای واقع شده‌است.